# 조셉 스티븐 양

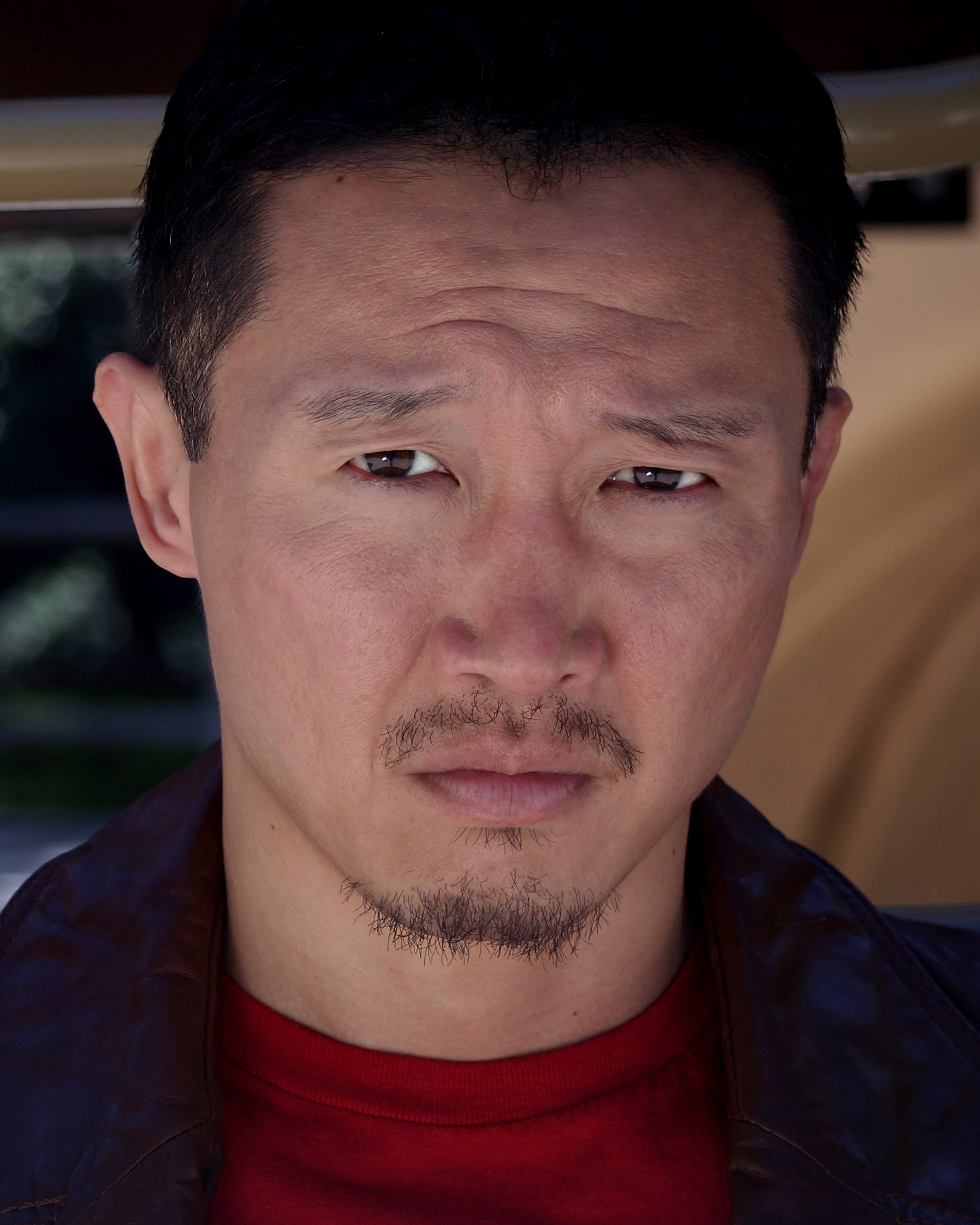

조셉 스티븐 양(Joseph Steven Yang, 1968년 1월 1일 ~ )은 미국의 배우이다.

## 영화
- 에덴의 선택 (2012년)
- 투 원더 인 판테모니엄 (2009년)
- 에이리언 레이더스 (2008년) - 울리치 역
- 헬로우, 서퍼 (2008년)
- 디페이스 (2007년)
- 에너미 라인스 2 - 악의 축 (2006년) - 황 지휘관 역